# Mister Brasil Mundo 2010
O concurso Mister Brasil Mundo 2010, definiu o representante brasileiro no Mister Mundo 2010 no dia 4 de março. Depois de dois anos da ultima edição, a cidade de São Paulo sediou o evento, que aconteceu no Hotel Tivoli Mofarrej.
Os Estados e Ilhas escolheram os seus candidatos ao título nacional, que esteve nas mãos de Vinícios Ribeiro que representou o estado do Espírito Santo no Mister Brasil Mundo 2008. O vencedor foi o representante da Ilha dos Lobos, Jonas Sulzbach, modelo, natural de Lajeado, Rio Grande do Sul.

## Resultados
| Colocação                | Candidato            | Estado               |
| Mister Mundo Brasil 2010 | mauro pereira        | Ilha dos Lobos       |
| 2º. Lugar                | Marlon di Gregori    | Ilha dos Marinheiros |
| 3º. Lugar                | Rodrigo Gomes Simoni | Paraná               |

### Finalistas
- Top 05 Finalistas:

| Colocação | Candidato       | Estado      |
| 4º. Lugar | Isac Fioravante | Mato Grosso |
| 5º. Lugar | Fábio Cimi      | Alcatrazes  |

### Semifinalistas
- Top 12 semifinalistas(por ordem de classificação):

| Semifinalistas      | Estado                            |
| Caio Ribeiro        | São Paulo                         |
| Marcos de Lara      | Tocantins                         |
| Leonardo Romanzeira | Fernando de Noronha               |
| Roberto França      | Arquipélago de São P. e São Paulo |
| Luciano Devitt      | Rio Grande do Sul                 |
| Bruno Faria         | Santa Catarina                    |
| Johny Monhol        | Espírito Santo                    |

### Premiações Especiais
- Houve várias premiações especiais este ano:

| Premiação                  | Candidato           | Estado               |
| Mister Cordialidade TIVOLI | Jonas Sulzbach      | Ilha dos Lobos       |
| Mister SORRIDENT'S         | Jonas Sulzbach      | Ilha dos Lobos       |
| Beleza Com Propósito       | Leonardo Romanzeira | Fernando de Noronha  |
| Mister Popularidade UOL    | Bruno Faria         | Santa Catarina       |
| Mister Glamour by Leading  | Marlon de Gregory   | Ilha dos Marinheiros |
| Mister PAGEANT CAFE        | Marlon de Gregori   | Ilha dos Marinheiros |
| Mister Amizade WINNER      | Caio Ribeiro        | São Paulo            |
| Best Model L'Equipe        | Johny Monhol        | Espírito Santo       |

## Melhores por Região
| Região                    | Estado         |
| Mister Ilhas do Brasil    | Ilha dos Lobos |
| Mister Sul Mundo          | Paraná         |
| Mister Norte Mundo        | Tocantins      |
| Mister Centro Oeste Mundo | Mato Grosso    |
| Mister Sudeste Mundo      | São Paulo      |
| Mister Nordeste Mundo     | Alagoas        |

## Candidatos
| <spanEstado ou Ilha                  | Candidato                         | Idade | Altura | Cidade           |
| Acre                                 | Felipe Louback                    | 20    | 185    |                  |
| Alagoas                              | Levy Justino dos Santos           | 28    | 188    |                  |
| Alcatrazes                           | Fabio Cimi                        | 30    | 187    |                  |
| Amapá                                | Rafael Ortiz                      | 21    | 185    |                  |
| Bahia                                | Carlos Alberto Bispo de Lima      | 27    | 183    | Salvador         |
| Distrito Federal                     | Marcio Berg Lusardo               | 26    | 188    |                  |
| Espírito Santo                       | Jhony Kleyson Monhol              | 19    | 183    | Cariacica        |
| Fernando de Noronha                  | Leonardo Romanzeira               | 28    | 190    | Recife           |
| Ilha do Mel                          | Cícero da Fonseca                 | 18    | 180    |                  |
| Ilha dos Lobos                       | Jonas Sulzbach                    | 23    | 189    | Lajeado          |
| Ilha dos Marinheiros                 | Marlon di Gregori                 | 23    | 184    | Caxias do Sul    |
| Ilha Grande                          | Rafael Porphirio                  | 27    | 192    |                  |
| Ilhabela                             | Rafael Moreti                     | 19    | 188    |                  |
| Maranhão                             | Érico Oliveira Mouchereck         | 18    | 181    | São Luís         |
| Mato Grosso                          | Isac Fioravante                   | 27    | 187    | Tangará da Serra |
| Mato Grosso do Sul                   | Gabriel Guimarães                 | 23    | 187    |                  |
| Minas Gerais                         | Diego Silva de Oliveira           | 22    | 189    | Araguari         |
| Paraíba                              | Nicholas Jhansen                  | 21    | 187    |                  |
| Paraná                               | Rodrigo Gomes Simoni              | 21    | 194    | Maringá          |
| Pernambuco                           | Alcir Lima de Paula               | 27    | 187    | Recife           |
| Piauí                                | Ygor Siliati                      | 25    | 193    |                  |
| Rio de Janeiro                       | Anton Vasconcellos                | 20    | 187    | Rio de Janeiro   |
| Rio Grande do Norte                  | Jussiê Dantas                     | 22    | 175    | Caicó            |
| Rio Grande do Sul                    | Luciano Antônio Fonseca Devitt    | 24    | 186    | Porto Alegre     |
| Rondônia                             | Fabio Edson Nogueira Vaz          | 20    | 186    |                  |
| Roraima                              | Allan Augusto Maiate Santos       | 21    | 185    |                  |
| Santa Catarina                       | Bruno Faria                       | 25    | 183    | Joinville        |
| São Paulo                            | Caio Lucius Ribeiro               | 19    | 187    | Votuporanga      |
| Arquipélago de São Pedro e São Paulo | Roberto França                    | 27    | 185    |                  |
| Sergipe                              | Bruno Damasceno e Souza Fernandes | 21    | 185    |                  |
| Tocantins                            | Marcos de Lara                    | 26    | 187    |                  |
| Trindade e Martim Vaz                | West Gave dos Santos              | 27    | 175    | Vitória          |

Estados e Ilhas que não tiveram representantes:
- Amazonas
- Atol das Rocas
- Goiás